# إس-363 (غواصة سوفيتية)
كانت الغواصة السوفيتية إس-363 غواصة من فئة ويسكي التابعة للبحرية السوفيتية من أسطول البلطيق. تحت تسمية U137، جنحت في 27 أكتوبر 1981 على الساحل الجنوبي للسويد، على بعد حوالي 10 كـم (6.2 ميل) كم). من كارلسكرونا، إحدى أكبر القواعد البحرية السويدية. كان U137 هو الاسم السويدي غير الرسمي للسفينة، حيث اعتبر السوفيت آنذاك أسماء معظم غواصاتهم سرية ولم يكشفوا عنها. وغالبًا ما يشار إلى الحادث الدولي الذي أعقب ذلك باسم حادثة الويسكي على الصخور.

## المواجهة
في أكتوبر 1981، اصطدمت الغواصة السوفيتية S-363 عن طريق الخطأ بصخرة تحت الماء على بعد حوالي 10 كيلومتر (6.2 ميل) من القاعدة البحرية الساحلية الجنوبية في كارلسكرونا وظهرت على السطح داخل المياه السويدية. وتزامن وجود الغواصة مع مناورة بحرية سويدية لاختبار معدات جديدة في المنطقة. ردت القوات البحرية السويدية على خرق السيادة بإرسال ضابط بحري غير مسلح على متن قارب لمقابلة القبطان والمطالبة بتفسير. ادعى القبطان في البداية أن الأعطال المتزامنة لمعدات الملاحة تسببت في ضياع الغواصة على الرغم من أن الغواصة كانت قد نجحت بالفعل بطريقة ما في الإبحار عبر سلسلة خطيرة من الصخور والمضائق والجزر لتصل إلى مسافة قريبة جدًا من القاعدة البحرية. أصدرت البحرية السوفيتية في وقت لاحق بيانًا متضاربًا، زعمت فيه أن الغواصة أُجبرت على دخول المياه السويدية بسبب حادث شديد، لكنها لم ترسل إشارة استغاثة أبدًا وحاولت الهروب بدلًا عن ذلك.
عزم السويديون على مواصلة التحقيق في ملابسات الحادثة. أُنزل القبطان السوفيتي من الغواصة بعد ضمان حصانته، وجرى استجوابه بحضور ممثلين سوفيت. بالإضافة إلى ذلك، قام ضباط البحرية السويدية بفحص سجلات وأدوات الغواصة. كما قاس معهد أبحاث الدفاع الوطني السويدي المواد المشعة سرًّا من خارج هيكل الغواصة باستخدام مطيافية أشعة جاما من قارب خفر السواحل المصمم خصيصًا لهذا الغرض. وقد اكتشفوا شيئًا كان على الأرجح من اليورانيوم 238 داخل الغواصة والذي حددوا موقعه بالقرب من أنبوب الطوربيد. استخدم اليورانيو 258 بشكل روتيني كغطاء للأسلحة النووية، وكان السويديون يشتبهون في أن الغواصة كانت في الواقع مسلحة نوويًَا. وقد قُدرت قوة السلاح المحتمل بأنها تعادل قوة القنبلة التي ألقيت على مدينة ناجازاكي في عام 1945. على الرغم من أن السلطات السوفيتية لم تؤكد رسميًَا وجود أسلحة نووية على متن الغواصة إس-363، إلا أن الضابط السياسي للسفينة، فاسيلي بيسدين، أكد لاحقًا وجود رؤوس حربية نووية على بعض الطوربيدات وأن الطاقم تلقى أوامر بتدمير الغواصة، بما في ذلك الرؤوس الحربية، إذا حاولت القوات السويدية السيطرة على السفينة.
وبينما كان القبطان السوفيتي يخضع للاستجواب، ساءت الأحوال الجوية، فأرسلت الغواصة السوفيتية نداء استغاثة. وفي مراكز مراقبة الرادار السويدية، تداخلت العاصفة مع صور الرادار الخاصة بهم. وقد يكون التشويش السوفيتي أيضًا عاملًا. وبينما كانت الغواصة السوفييتية ترسل نداء الاستغاثة، رُصدت سفينتان قادمتان من اتجاه الأسطول السوفييتي القريب تمران على مسافة 12-ميل-بحري (22 كـم) الحد المتجه إلى كارلسكرونا.[بحاجة لمصدر]
بلغت الأزمة ذروتها عندما أصدر رئيس الوزراء السويدي ثوربيورن فالدين أمره "بالحفاظ على الحدود" إلى القائد الأعلى للقوات المسلحة السويدية الجنرال لينارت ليونج. توجهت البطاريات الساحلية، التي أصبحت الآن مأهولة بالكامل، فضلًا عن المدفعية الساحلية المتنقلة ومحطات الألغام، إلى "محطات العمل". أرسلت القوات الجوية السويدية طائرات هجومية مسلحة بصواريخ حديثة مضادة للسفن وطائرات استطلاع، وكانت تعلم أن الطقس لن يسمح للطائرات المروحية الإنقاذية بالتحليق في حالة الاشتباك.
بعد عشرين دقيقة متوترة، اتصل ليونج بفالدين مرة أخرى وأبلغه أن الأمر لم يتعلق بسفن سوفيتية بل بسفينيتن تجاريتين من ألمانيا الغربية.
ظلت الغواصة عالقة على الصخرة لمدة عشرة أيام تقريبًا. في 5 نوفمبر، سُحبت من الصخور بواسطة قاطرات سويدية واصطُحبت إلى المياه الدولية، حيث سُلمت إلى الأسطول السوفيتي.

## التفسيرات
في ذلك الوقت، كان يُنظر إلى الحادث عمومًا على أنه دليل على التسلل السوفيتي الواسع النطاق على طول الساحل السويدي، وشجع المعلقون الأمريكيون السويد على نشر أسلحة الحادث لردع التسلل في المستقبل. وبناءً على التحقيق الذي أجري بعد الحادث، خلصت الحكومة السويدية إلى أن الغواصة دخلت المياه السويدية عن علم للقيام بأنشطة غير قانونية.
وفي مقابلة أجريت معه في عام 2006، أعطى فاسيلي بيسدين، المسؤول السياسي على متن السفينة، صورة مختلفة. كانت السفينة مزودة بنظامين للملاحة، وطاقم مدرب جيدًا، وكان القبطان بيوتر جوشين من بين الأفضل. وكان على متن الطائرة ضابط الأركان جوزيف أفروكيفيتش، الذي تلقى تدريبًا في تقنيات الأمن. وزعم بيسيدين أن الحادث كان بسبب خطأ في الحسابات من جانب ضابط الملاحة. ومع ذلك، كان بيسيدين ضابطًا سياسيًا ليس لديه تدريب في عمليات الغواصات.
كانت المنطقة التي جنحت فيها الغواصة السوفيتية منطقة عسكرية محظورة آنذاك، ولم يكن يُسمح للأجانب بدخولها. كان الموقع الدقيق أحد الطريقين الوحيدين اللذين يمكن استخدامهما لنقل السفن الكبيرة من القاعدة البحرية في كارلسكرونا إلى المياه المفتوحة.[بحاجة لمصدر]
تُعرف هذه الحادثة شعبيًّا في الغرب باسم "الويسكي على الصخور" (الغواصة التي رست على الصخور هي من فئة ويسكي). في البحرية السوفيتية، أصبحت الغواصة تُعرف باسم "كومسوموليتس السويدية"، وهي تورية على الحادث والميل الواسع النطاق لإعطاء الغواصات أسماء ذات صلة بمنظمة كومسومول.[بحاجة لمصدر]

## في الثقافة الشعبية
- المسلسل القصير السويدي لعام 2024 Whiskey on the Rocks هو إعادة سرد كوميدية للحادث.[14]

## كتب
- Friedman، Norman (1995). "Soviet Union 1947–1991: Russian Federation and Successor States 1991–". في Chumbley، Stephen (المحرر). Conway's All the World's Fighting Ships 1947–1995. Annapolis, Maryland: Naval Institute Press. ص. 337–426. ISBN:1-55750-132-7.
- Pavlov، A. S. (1997). Warships of the USSR and Russia 1945–1995. Annapolis, Maryland: Naval Institute Press. ISBN:1-55750-671-X.
- Polmar، Norman & Moore، Kenneth J. (2004). Cold War Submarines: The Design and Construction of U.S. and Soviet Submarines. Washington, D. C.: Potomac Books. ISBN:978-1-57488-594-1.
- Polmar، Norman & Noot، Jurrien (1991). Submarines of the Russian and Soviet Navies, 1718–1990. Annapolis, Maryland: Naval Institute Press. ISBN:0-87021-570-1.